# Oberonia rufilabris
Oberonia rufilabris är en orkidéart som beskrevs av John Lindley. Oberonia rufilabris ingår i släktet Oberonia och familjen orkidéer. Inga underarter finns listade i Catalogue of Life.